# Voleibol de praia nos Jogos Olímpicos de Verão de 2004 - Masculino
O torneio masculino de voleibol de praia nos Jogos Olímpicos de Verão de 2004 foi realizado no Centro Olímpico de Voleibol de Praia, no interior da Complexo Olímpico da Zona Costeira de Faliro, em Atenas, entre 15 e 25 de agosto.
Os brasileiros Ricardo Santos e Emanuel Rego conquistaram o ouro para o país ao superarem Javier Bosma e Pablo Herrera, da Espanha, na final. A dupla suíça Patrick Heuscher e Stefan Kobel levou a melhor na disputa pelo bronze frente aos australianos Julien Prosser e Mark Williams.

## Medalhistas
| Ouro   | BRA Ricardo Santos e Emanuel Rego   |
| Prata  | ESP Javier Bosma e Pablo Herrera    |
| Bronze | SUI Patrick Heuscher e Stefan Kobel |

## Fase inicial

### Grupo A
|     |                                  |     | Jogos | Jogos | Jogos | Sets | Sets | Sets  | Pontos | Pontos | Pontos |
| Pos | Equipe                           | Pts | T     | V     | D     | V    | P    | R     | V      | P      | R      |
| --- | -------------------------------- | --- | ----- | ----- | ----- | ---- | ---- | ----- | ------ | ------ | ------ |
| 1   | BRA Ricardo Santos–Emanuel Rego  | 6   | 3     | 3     | 0     | 6    | 1    | 6.000 | 139    | 107    | 1.299  |
| 2   | USA Daxton Holdren–Stein Metzger | 4   | 3     | 1     | 2     | 3    | 5    | 0.600 | 138    | 152    | 0.908  |
| 3   | AUS Andrew Schacht–Joshua Slack  | 4   | 3     | 1     | 2     | 3    | 4    | 0.750 | 135    | 138    | 0.978  |
| 4   | NOR Iver Horrem–Bjørn Maaseide   | 4   | 3     | 1     | 2     | 3    | 5    | 0.600 | 132    | 147    | 0.898  |

15 de agosto
| Holdren & Metzger | 2–1 | Schacht & Slack   | 22–24, 24–22, 15–13 |
| Santos & Rego     | 2–1 | Horrem & Maaseide | 21–15, 19–21, 15–10 |

17 de agosto
| Holdren & Metzger | 1–2 | Horrem & Maaseide | 21–14, 15–21, 14–16 |
| Santos & Rego     | 2–0 | Schacht & Slack   | 21–17, 21–17        |

19 de agosto
| Schacht & Slack | 2–0 | Horrem & Maaseide | 21–18, 21–17 |
| Santos & Rego   | 2–0 | Holdren & Metzger | 21–17, 21–10 |

### Grupo B
|     |                                              |     | Jogos | Jogos | Jogos | Sets | Sets | Sets  | Pontos | Pontos | Pontos |
| Pos | Equipe                                       | Pts | T     | V     | D     | V    | P    | R     | V      | P      | R      |
| --- | -------------------------------------------- | --- | ----- | ----- | ----- | ---- | ---- | ----- | ------ | ------ | ------ |
| 1   | GER Andreas Scheuerpflug–Christoph Dieckmann | 5   | 3     | 2     | 1     | 5    | 3    | 1.667 | 147    | 140    | 1.050  |
| 2   | BRA Benjamin Insfran–Márcio Araújo           | 5   | 3     | 2     | 1     | 4    | 2    | 2.000 | 124    | 111    | 1.117  |
| 3   | CUB Francisco Álvarez–Juan Rossell           | 4   | 3     | 1     | 2     | 3    | 4    | 0.750 | 133    | 137    | 0.971  |
| 4   | FRA Stéphane Canet–Mathieu Hamel             | 4   | 3     | 1     | 2     | 2    | 5    | 0.400 | 117    | 133    | 0.880  |

15 de agosto
| Scheuerpflug & Dieckmann | 2–1 | Alvarez & Rossell | 21–19, 19–21, 15–10 |
| Insfran & Araujo         | 2–0 | Canet & Hamel     | 21–13, 21–14        |

17 de agosto
| Scheuerpflug & Dieckmann | 1–2 | Canet & Hamel     | 21–17, 18–21, 10–15 |
| Insfran & Araujo         | 2–0 | Alvarez & Rossell | 23–21, 22–20        |

19 de agosto
| Alvarez & Rossell | 2–0 | Canet & Hamel            | 21–18, 21–19 |
| Insfran & Araujo  | 0–2 | Scheuerpflug & Dieckmann | 20–22, 17–21 |

### Grupo C
|     |                                    |     | Jogos | Jogos | Jogos | Sets | Sets | Sets  | Pontos | Pontos | Pontos |
| Pos | Equipe                             | Pts | T     | V     | D     | V    | P    | R     | V      | P      | R      |
| --- | ---------------------------------- | --- | ----- | ----- | ----- | ---- | ---- | ----- | ------ | ------ | ------ |
| 1   | ESP Javier Bosma–Pablo Herrera     | 6   | 3     | 3     | 0     | 6    | 2    | 3.000 | 150    | 124    | 1.210  |
| 2   | SUI Paul Laciga–Martin Laciga      | 5   | 3     | 2     | 1     | 5    | 2    | 2.500 | 133    | 117    | 1.137  |
| 3   | AUT Nikolas Berger–Florian Gosch   | 4   | 3     | 1     | 2     | 2    | 4    | 0.500 | 105    | 118    | 0.890  |
| 4   | AUT Robert Nowotny–Peter Gartmayer | 3   | 3     | 0     | 3     | 1    | 6    | 0.167 | 110    | 139    | 0.791  |

15 de agosto
| Laciga & Laciga | 2–0 | Nowotny & Gartmayer | 21–14, 21–14 |
| Berger & Gosch  | 0–2 | Bosma & Herrera     | 14–21, 13–21 |

17 de agosto
| Laciga & Laciga | 1–2 | Bosma & Herrera     | 19–21, 21–17, 9–15 |
| Berger & Gosch  | 2–0 | Nowotny & Gartmayer | 21–17, 21–17       |

19 de agosto
| Bosma & Herrera | 2–1 | Nowotny & Gartmayer | 21–16, 19–21, 15–11 |
| Laciga & Laciga | 2–0 | Berger & Gosch      | 21–17, 21–19        |

### Grupo D
|     |                                       |     | Jogos | Jogos | Jogos | Sets | Sets | Sets  | Pontos | Pontos | Pontos |
| Pos | Equipe                                | Pts | T     | V     | D     | V    | P    | R     | V      | P      | R      |
| --- | ------------------------------------- | --- | ----- | ----- | ----- | ---- | ---- | ----- | ------ | ------ | ------ |
| 1   | GER Markus Dieckmann–Jonas Reckermann | 5   | 3     | 2     | 1     | 5    | 2    | 2.500 | 145    | 121    | 1.198  |
| 2   | SWE Björn Berg–Simon Dahl             | 5   | 3     | 2     | 1     | 4    | 3    | 1.333 | 131    | 126    | 1.040  |
| 3   | NOR Jørre Kjemperud–Vegard Høidalen   | 5   | 3     | 2     | 1     | 4    | 4    | 1.000 | 148    | 153    | 0.967  |
| 4   | PUR Raúl Papaleo–Ramon Hernández      | 3   | 3     | 0     | 3     | 2    | 6    | 0.333 | 130    | 154    | 0.844  |

14 de agosto
| Kjemperud & Høidalen   | 0–2 | Berg & Dahl         | 13–21, 18–21 |
| Dieckmann & Reckermann | 2–0 | Papaleo & Hernández | 21–14, 21–13 |

16 de agosto
| Kjemperud & Høidalen   | 2–1 | Papaleo & Hernández | 18–21, 21–19, 15–10 |
| Dieckmann & Reckermann | 2–0 | Berg & Dahl         | 21–16, 21–15        |

18 de agosto
| Berg & Dahl            | 2–1 | Papaleo & Hernández  | 19–21, 21–16, 18–16 |
| Dieckmann & Reckermann | 1–2 | Kjemperud & Høidalen | 24–22, 24–26, 13–15 |

### Grupo E
|     |                                   |     | Jogos | Jogos | Jogos | Sets | Sets | Sets  | Pontos | Pontos | Pontos |
| Pos | Equipe                            | Pts | T     | V     | D     | V    | P    | R     | V      | P      | R      |
| --- | --------------------------------- | --- | ----- | ----- | ----- | ---- | ---- | ----- | ------ | ------ | ------ |
| 1   | SUI Stefan Kobel–Patrick Heuscher | 6   | 3     | 3     | 0     | 6    | 2    | 3.000 | 151    | 144    | 1.049  |
| 2   | AUS Julien Prosser–Mark Williams  | 5   | 3     | 2     | 1     | 5    | 3    | 1.667 | 143    | 129    | 1.109  |
| 3   | CAN John Child–Mark Heese         | 4   | 3     | 1     | 2     | 3    | 4    | 0.750 | 132    | 126    | 1.048  |
| 4   | USA Dain Blanton–Jeff Nygaard     | 3   | 3     | 0     | 3     | 1    | 6    | 0.167 | 106    | 133    | 0.797  |

14 de agosto
| Kobel & Heuscher  | 2–0 | Child & Heese      | 28–26, 21–18 |
| Blanton & Nygaard | 0–2 | Prosser & Williams | 16–21, 14–21 |

16 de agosto
| Kobel & Heuscher  | 2–1 | Prosser & Williams | 16–21, 22–20, 15–9 |
| Blanton & Nygaard | 0–2 | Child & Heese      | 16–21, 10–21       |

18 de agosto
| Kobel & Heuscher   | 2–1 | Blanton & Nygaard | 21–16, 13–21, 15–13 |
| Prosser & Williams | 2–1 | Child & Heese     | 21–13, 15–21, 15–12 |

### Grupo F
|     |                                                |     | Jogos | Jogos | Jogos | Sets | Sets | Sets  | Pontos | Pontos | Pontos |
| Pos | Equipe                                         | Pts | T     | V     | D     | V    | P    | R     | V      | P      | R      |
| --- | ---------------------------------------------- | --- | ----- | ----- | ----- | ---- | ---- | ----- | ------ | ------ | ------ |
| 1   | ARG Mariano Baracetti–Martín Conde             | 6   | 3     | 3     | 0     | 6    | 1    | 6.000 | 133    | 70     | 1.900  |
| 2   | RSA Gershon Rorich–Colin Pocock                | 5   | 3     | 2     | 1     | 4    | 3    | 1.333 | 130    | 134    | 0.970  |
| 3   | POR Miguel Maia–João Brenha                    | 4   | 3     | 1     | 2     | 3    | 4    | 0.750 | 124    | 126    | 0.984  |
| 4   | GRE Pavlos Beligratis–Athanasios Michalopoulos | 3   | 3     | 0     | 3     | 1    | 6    | 0.167 | 85     | 144    | 0.590  |

14 de agosto
| Baracetti & Conde          | 2–1 | Maia & Brenha   | 13–21, 21–16, 15–5  |
| Beligratis & Michalopoulos | 1–2 | Rorich & Pocock | 16–21, 26–24, 10–15 |

16 de agosto
| Baracetti & Conde          | 2–0 | Rorich & Pocock | 21–13, 21–15 |
| Beligratis & Michalopoulos | 0–2 | Maia & Brenha   | 14–21, 19–21 |

18 de agosto
| Maia & Brenha              | 0–2 | Rorich & Pocock   | 20–22, 20–22 |
| Beligratis & Michalopoulos | 0–2 | Baracetti & Conde | Walkover     |

## Fase final
|  | Oitavas-de-final           | Oitavas-de-final           |                     |   | Quartas-de-final     | Quartas-de-final  |              |              | Semifinais | Semifinais |  |  | Medalha de Ouro | Medalha de Ouro |
|  |                            |                            |                     |   |                      |                   |              |              |            |            |  |  |                 |                 |
|  | 20 de agosto               |                            |                     |   |                      |                   |              |              |            |            |  |  |                 |                 |
|  |                            |                            |                     |   |                      |                   |              |              |            |            |  |  |                 |                 |
|  | BRA Ricardo–Emanuel        | 2                          |                     |   |                      |                   |              |              |            |            |  |  |                 |                 |
|  | BRA Ricardo–Emanuel        | 2                          | 22 de agosto        |   |                      |                   |              |              |            |            |  |  |                 |                 |
|  | SUI Høidalen–Kjemperud     | 1                          |                     |   |                      |                   |              |              |            |            |  |  |                 |                 |
|  | SUI Høidalen–Kjemperud     | 1                          | BRA Ricardo–Emanuel | 2 |                      |                   |              |              |            |            |  |  |                 |                 |
|  | 21 de agosto               |                            | BRA Ricardo–Emanuel | 2 |                      |                   |              |              |            |            |  |  |                 |                 |
|  |                            | SUI Laciga–Laciga          | 0                   |   |                      |                   |              |              |            |            |  |  |                 |                 |
|  | POR Maia–Brenha            | SUI Laciga–Laciga          | 0                   | 0 |                      |                   |              |              |            |            |  |  |                 |                 |
|  | POR Maia–Brenha            |                            | 23 de agosto        | 0 |                      |                   |              |              |            |            |  |  |                 |                 |
|  | SUI Laciga–Laciga          | 2                          |                     |   |                      |                   |              |              |            |            |  |  |                 |                 |
|  | SUI Laciga–Laciga          | 2                          | BRA Ricardo–Emanuel | 2 |                      |                   |              |              |            |            |  |  |                 |                 |
|  | 20 de agosto               |                            | BRA Ricardo–Emanuel | 2 |                      |                   |              |              |            |            |  |  |                 |                 |
|  |                            | SUI Heuscher–Kobel         | 1                   |   |                      |                   |              |              |            |            |  |  |                 |                 |
|  | BRA Márcio–Insfran         | SUI Heuscher–Kobel         | 1                   | 1 |                      |                   |              |              |            |            |  |  |                 |                 |
|  | BRA Márcio–Insfran         | 22 de agosto               |                     | 1 |                      |                   |              |              |            |            |  |  |                 |                 |
|  | SUI Heuscher–Kobel         | 2                          |                     |   |                      |                   |              |              |            |            |  |  |                 |                 |
|  | SUI Heuscher–Kobel         | 2                          | SUI Heuscher–Kobel  | 2 |                      |                   |              |              |            |            |  |  |                 |                 |
|  | 20 de agosto               |                            | SUI Heuscher–Kobel  | 2 |                      |                   |              |              |            |            |  |  |                 |                 |
|  |                            | USA Holdren–Metzger        | 0                   |   |                      |                   |              |              |            |            |  |  |                 |                 |
|  | USA Holdren–Metzger        | USA Holdren–Metzger        | 0                   | 2 |                      |                   |              |              |            |            |  |  |                 |                 |
|  | USA Holdren–Metzger        |                            | 25 de agosto        | 2 |                      |                   |              |              |            |            |  |  |                 |                 |
|  | GER Dieckmann–Reckermann   | 1                          |                     |   |                      |                   |              |              |            |            |  |  |                 |                 |
|  | GER Dieckmann–Reckermann   | 1                          | BRA Ricardo–Emanuel | 2 |                      |                   |              |              |            |            |  |  |                 |                 |
|  | 20 de agosto               |                            | BRA Ricardo–Emanuel | 2 |                      |                   |              |              |            |            |  |  |                 |                 |
|  |                            | ESP Bosma–Herrera          | 0                   |   |                      |                   |              |              |            |            |  |  |                 |                 |
|  | ESP Bosma–Herrera          | ESP Bosma–Herrera          | 0                   | 2 |                      |                   |              |              |            |            |  |  |                 |                 |
|  | ESP Bosma–Herrera          | 22 de agosto               |                     | 2 |                      |                   |              |              |            |            |  |  |                 |                 |
|  | SWE Berg–Dahl              | 0                          |                     |   |                      |                   |              |              |            |            |  |  |                 |                 |
|  | SWE Berg–Dahl              | 0                          | ESP Bosma–Herrera   | 2 |                      |                   |              |              |            |            |  |  |                 |                 |
|  | 21 de agosto               |                            | ESP Bosma–Herrera   | 2 |                      |                   |              |              |            |            |  |  |                 |                 |
|  |                            | CAN Child–Heese            | 1                   |   |                      |                   |              |              |            |            |  |  |                 |                 |
|  | ARG Baracetti–Conde        | CAN Child–Heese            | 1                   | 0 |                      |                   |              |              |            |            |  |  |                 |                 |
|  | ARG Baracetti–Conde        |                            | 23 de agosto        | 0 |                      |                   |              |              |            |            |  |  |                 |                 |
|  | CAN Child–Heese            | 2                          |                     |   |                      |                   |              |              |            |            |  |  |                 |                 |
|  | CAN Child–Heese            | 2                          | ESP Bosma–Herrera   | 2 |                      |                   |              |              |            |            |  |  |                 |                 |
|  | 21 de agosto               |                            | ESP Bosma–Herrera   | 2 |                      |                   |              |              |            |            |  |  |                 |                 |
|  |                            | AUS Prosser–Williams       | 0                   |   | Medalha de Bronze    | Medalha de Bronze |              |              |            |            |  |  |                 |                 |
|  | RSA Pocock–Rorich          | AUS Prosser–Williams       | 0                   | 0 | Medalha de Bronze    | Medalha de Bronze |              |              |            |            |  |  |                 |                 |
|  | RSA Pocock–Rorich          | 22 de agosto               | 22 de agosto        | 0 |                      |                   | 25 de agosto | 25 de agosto |            |            |  |  |                 |                 |
|  | AUS Prosser–Williams       | 22 de agosto               | 22 de agosto        | 2 |                      |                   | 25 de agosto | 25 de agosto |            |            |  |  |                 |                 |
|  | AUS Prosser–Williams       | AUS Prosser–Williams       | 2                   | 2 | SUI Heuscher–Kobel   | 2                 |              |              |            |            |  |  |                 |                 |
|  | 21 de agosto               | AUS Prosser–Williams       | 2                   |   | SUI Heuscher–Kobel   | 2                 |              |              |            |            |  |  |                 |                 |
|  |                            | GER Dieckmann–Scheuerpflug | 1                   |   | AUS Prosser–Williams | 1                 |              |              |            |            |  |  |                 |                 |
|  | AUS Schacht–Slack          | GER Dieckmann–Scheuerpflug | 1                   | 0 | AUS Prosser–Williams | 1                 |              |              |            |            |  |  |                 |                 |
|  | AUS Schacht–Slack          |                            |                     | 0 |                      |                   |              |              |            |            |  |  |                 |                 |
|  | GER Dieckmann–Scheuerpflug | 2                          |                     |   |                      |                   |              |              |            |            |  |  |                 |                 |
|  | GER Dieckmann–Scheuerpflug | 2                          |                     |   |                      |                   |              |              |            |            |  |  |                 |                 |

### Oitavas de final
20 de agosto
| Santos & Rego     | 2–1 | Kjemperud & Høidalen   | 21–15, 19–21, 15–6  |
| Maia & Brenha     | 0–2 | Kobel & Heuscher       | 18–21, 19–21        |
| Holdren & Metzger | 2–1 | Dieckmann & Reckermann | 21–16, 19–21, 15–13 |
| Bosma & Herrera   | 2–0 | Berg & Dahl            | 21–16, 21–17        |

21 de agosto
| Insfran & Araujo  | 1–2 | Laciga & Laciga          | 19–21, 21–19, 12–15 |
| Baracetti & Conde | 0–2 | Child & Heese            | 17–21, 17–21        |
| Rorich & Pocock   | 0–2 | Prosser & Williams       | 14–21, 10–21        |
| Schacht & Slack   | 0–2 | Scheuerpflug & Dieckmann | 19–21, 12–21        |

### Quartas de final
22 de agosto
| Santos & Rego      | 2–0 | Laciga & Laciga          | 21–13, 21–16        |
| Kobel & Heuscher   | 2–0 | Holdren & Metzger        | 21–16, 21–19        |
| Bosma & Herrera    | 2–1 | Child & Heese            | 22–24, 21–19, 18–16 |
| Prosser & Williams | 2–1 | Scheuerpflug & Dieckmann | 16–21, 21–19, 15–10 |

### Semifinais
23 de agosto
| Santos & Rego   | 2–1 | Kobel & Heuscher   | 21–14, 19–21, 15–12 |
| Bosma & Herrera | 2–0 | Prosser & Williams | 21–18, 21–18        |

### Disputa pelo bronze
25 de agosto
| Kobel & Heuscher | 2–1 | Prosser & Williams | 19–21, 21–17, 15–13 |

### Final
25 de agosto
| Santos & Rego | 2–0 | Bosma & Herrera | 21–16, 21–15 |

## Classificação final
Esta foi a classificação final oficial.
| Pos.              | Dupla                                        | País               | Cabeça de chave |
| ----------------- | -------------------------------------------- | ------------------ | --------------- |
| Medalha de ouro   | Emanuel Rego – Ricardo Santos                | BRA Brasil         | 1               |
| Medalha de prata  | Javier Bosma – Pablo Herrera                 | ESP Espanha        | 15              |
| Medalha de bronze | Patrick Heuscher – Stefan Kobel              | SUI Suíça          | 5               |
| 4.                | Julien Prosser – Mark Williams               | AUS Austrália      | 17              |
| 5.                | Martin Laciga – Paul Laciga                  | SUI Suíça          | 3               |
| 5.                | Christoph Dieckmann – Andreas Scheuerpflug   | GER Alemanha       | 11              |
| 5.                | Dax Holdren – Stein Metzger                  | USA Estados Unidos | 12              |
| 5.                | John Child – Mark Heese                      | CAN Canadá         | 20              |
| 9.                | Márcio Araújo – Benjamin Insfran             | BRA Brasil         | 2               |
| 9.                | Markus Dieckmann – Jonas Reckermann          | GER Alemanha       | 4               |
| 9.                | Mariano Baracetti – Martín Conde             | ARG Argentina      | 7               |
| 9.                | Vegard Høidalen – Jørre Kjemperud            | NOR Noruega        | 9               |
| 9.                | Andrew Schacht – Joshua Slack                | AUS Austrália      | 13              |
| 9.                | Björn Berg – Simon Dahl                      | SWE Suécia         | 16              |
| 9.                | João Brenha – Miguel Maia                    | POR Portugal       | 18              |
| 9.                | Colin Pocock – Gershon Rorich                | RSA África do Sul  | 19              |
| 17.               | Nikolas Berger – Florian Gosch               | AUT Áustria        | 10              |
| 17.               | Francisco Álvarez – Juan Rossell             | CUB Cuba           | 14              |
| 19.               | Pavlos Beligratis – Athanasios Michalopoulos | GRE Grécia         | 6               |
| 19.               | Dain Blanton – Jeff Nygaard                  | USA Estados Unidos | 8               |
| 19.               | Ramon Hernández – Raúl Papaleo               | PUR Porto Rico     | 21              |
| 19.               | Peter Gartmayer – Robert Nowotny             | AUT Áustria        | 22              |
| 19.               | Stéphane Canet – Mathieu Hamel               | FRA França         | 23              |
| 19.               | Iver Horrem – Bjørn Maaseide                 | NOR Noruega        | 24              |